# ۵'-فسفو ریبوزیل فرمیل گلیسینامیدین
۵'-فسفو ریبوزیل فرمیل گلیسینامیدین (به انگلیسی: 5'-Phosphoribosylformylglycinamidine) با فرمول شیمیایی C8H16N3O8P یک ترکیب شیمیایی با شناسه پاب‌کم 7357 است. که جرم مولی آن ۳۱۳٫۲۰ گرم بر مول می‌باشد. 